# Curva di possibilità pluviometrica
In idrologia, le curve di possibilità pluviometrica, anche dette curve di possibilità climatica, linee segnalatrici di possibilità pluviometrica, curve altezza-durata-frequenza, sono particolari tipi di curve che esprimono la relazione tra le altezze massime e le durate di pioggia che si possono verificare in una determinata zona, per un assegnato valore del periodo di ritorno.
Le curve di possibilità pluviometrica possono essere espresse sia come curve altezza-durata-frequenza (nella letteratura anglosassone denominate con la sigla DDF: Depth-Duration-Frequency), sia come curve intensità-durata-frequenza (sigla IDF: Intensity-Duration-Frequency). Sussistendo una chiara relazione tra intensità e altezze, si può passare agevolmente dall’una all’altra a seconda che siano interessate le altezze o le intensità.

## Descrizione
Esistono diverse funzioni del tipo {\displaystyle h=f(t)} a due o tre parametri che, con buona precisione, descrivono le curve di possibilità climatica. In Italia si utilizzano espressioni esponenziali monomie derivanti dalla legge a due parametri di Massari:
{\displaystyle h=a\cdot t^{n}}
dove {\displaystyle h} e {\displaystyle t} rappresentano rispettivamente l'altezza (in mm) e la durata (in ore) della pioggia, mentre {\displaystyle a} ed {\displaystyle n} sono parametri caratteristici di una determinata stazione pluviografica; dove "a" è funzione del tempo di ritorno, "n" è invece indipendente da esso. Nella pratica quotidiana si ricorre ad un fascio di curve, ciascuna delle quali corrisponde a un valore diverso del tempo di ritorno.
Nella progettazione di alcune opere idrauliche, quali le fogne pluviali, i canali, le dighe, il problema idraulico fondamentale consiste nel calcolare la portata massima di piena che deve essere smaltita dall'opera idraulica.
Tale portata è legata ai caratteri delle piogge intense che possono cadere nel bacino imbrifero oltre che alla sua permeabilità e alla sua morfologia.
Pertanto la conoscenza delle curve di possibilità pluviometrica di una zona permette di calcolare la portata di piena relativa ad un particolare bacino, ed è pertanto alla base della progettazione e della verifica di diverse opere idrauliche.

## Determinazione delle curve
Per la determinazione delle curve di possibilità pluviometrica caratteristiche di una determinata stazione, è necessario fare riferimento a serie storiche di dati di piogge massime annuali, relative a varie durate, registrati da uno stesso pluviografo in un periodo non inferiore a 20-30 anni. In Italia, per i cosiddetti eventi lunghi (di durata superiore all'ora), il Servizio Idrografico e Mareografico registra e riporta negli annali le massime altezze di pioggia riferite a durate di 1, 3, 6, 12 e 24 ore.
Per ciascuna durata si dispongono i dati della serie storica su un piano cartesiano e, interpolando i valori, si ottiene una curva di primo caso critico (circa dati relativi ad una durata di 24 ore di pioggia), una curva di secondo caso critico per eventi di durata pari a 12 ore e così via. Il tracciamento di queste curve avviene pertanto senza alcuna connotazione probabilistica.
Le curve di possibilità climatica si ottengono, invece, trattando il campione di dati {\displaystyle h_{t1}\dots h_{tn}} come estratto casualmente da una variabile continua h(t).
Ad ogni valore di questa variabile viene fatto corrispondere il valore di una funzione detta distribuzione di probabilità p(h).

Il primo problema che si presenta è quello di scegliere la forma della distribuzione di probabilità capace di rappresentare con ragionevole approssimazione la distribuzione vera, ma incognita, della variabile h(t).

La distribuzione di probabilità è caratterizzata dai parametri della distribuzione quali: la media {\displaystyle \mu _{p}} e la varianza {\displaystyle s_{p}^{2}}.

Il secondo problema quindi è quello di stimare tali parametri della distribuzione.

Infine, per verificare l'affidabilità della distribuzione prescelta devono essere effettuati i test di controllo.

### Scelta della distribuzione
In idrologia si utilizzano diverse distribuzioni di probabilità, come quella lognormale, il modello TCEV (o distribuzione asintotica del massimo valore a due componenti), la distribuzione di Gumbel o la distribuzione asintotica del massimo valore tipo 1, detta anche EV1. Quest'ultima è quella storicamente più utilizzata e vale:
{\displaystyle p(h)=e^{-e^{-\alpha (h-u)}}}
dove {\displaystyle \alpha } e {\displaystyle u} sono parametri da stimare assoggettando ciascuna delle serie storiche al modello probabilistico di Gumbel e valgono:
{\displaystyle \alpha ={\frac {\pi }{s_{p}\cdot {\sqrt {6}}}}}
{\displaystyle u=\mu _{p}-0,450\cdot s_{p}}.

### Stima dei parametri della distribuzione
La distribuzione di probabilità di una variabile stocastica è completamente definita quando, scelta la legge teorica, ne siano determinati i parametri.

La stima di tali parametri può essere effettuata attraverso tre metodi: il metodo della massima verosimiglianza, i metodi grafici o il metodo dei momenti. Alla base del terzo metodo vi è l'ipotesi che i momenti relativi al campione siano la migliore stima dei corrispondenti momenti della "popolazione" {\displaystyle h}: si calcola la media {\displaystyle \mu } (momento del primo ordine) e la varianza {\displaystyle s^{2}} (momento del secondo ordine) del campione di dati costituente la generica serie e li si sostituisce a quelli teorici della distribuzione di probabilità prescelta.

Nel caso del modello di Gumbel si ottiene:
{\displaystyle \alpha _{t}={\frac {\sqrt {1,645}}{s}}={\frac {1,2825}{s}}}
{\displaystyle u_{t}=\mu -{\frac {0,5772}{\alpha }}=\mu -0,450\cdot s.}
Determinati i parametri {\displaystyle \alpha _{t}} e {\displaystyle u_{t}}, si fissa un valore del tempo di ritorno {\displaystyle T} legato alla probabilità di non superamento
{\displaystyle p_{NS}} dalla seguente relazione:
{\displaystyle p_{NS}=1-{\frac {1}{T}}}.
Successivamente, dalla popolazione descritta dal modello di Gumbel (caratterizzato dai parametri {\displaystyle \alpha _{t}} e {\displaystyle u_{t}}) si determina il valore {\displaystyle h_{t}(T)} (a cui corrisponde un periodo di ritorno {\displaystyle T}) dalla relazione ottenuta esplicitando la distribuzione di probabilità di Gumbel rispetto ad {\displaystyle h}:
{\displaystyle h_{t}(T)=u_{t}-ln(-ln(p_{NS}))/\alpha _{t}=u_{t}-ln(-ln(1-{\frac {1}{T}}))/\alpha _{t}}.
Lo stesso procedimento si esegue anche per una serie di tempi di ritorno {\displaystyle T} molto più lunghi, tipicamente 10, 20, 50, 100, 200 o 1000 anni. Applicando questo procedimento a ciascuna serie storica di 1, 3, 6, 12 e 24 ore si ottengono per ogni durata {\displaystyle t} una serie di coppie di valori {\displaystyle (T,h_{t}(T))}.
Le coppie relative agli stessi tempi di ritorno {\displaystyle T}, cioè {\displaystyle (t,h_{T}(t))}, riscalate rispetto ad una durata {\displaystyle t}, vengono riportate in un piano cartesiano ed interpolate attraverso l'espressione di Massari ottenendo le curve di possibilità pluviometriche relative ai vari tempi di ritorno {\displaystyle T}.
{\displaystyle h_{T}(t)=at^{n}}.

### Test statistici
Per verificare che la distribuzione di probabilità prescelta rappresenti idoneamente il campione di dati {\displaystyle (h_{t1}...h_{tn})} si effettuano dei test statistici.

I più utilizzati in idrologia sono:
- il test statistico del χ2 o di Pearson
- il Test di Kolmogorov-Smirnov.

### Calcolo di a e n
Per poter conoscere la generica curva di possibilità climatica riferita ad un determinato tempo di ritorno si deve stimare il valore numerico di a e n.

Tale stima è determinabile con il metodo dei minimi quadrati, ricorrendo all'espressione lineare che si ottiene estraendo il logaritmo dell'espressione di Massari:
{\displaystyle log(h)=log(a)+nlog(t)}
che nel piano log h - log t rappresenta una retta di coefficiente angolare n che intercetta l'asse delle ordinate nel punto (0, log a).

Note le N=5 coppie di valori (t, hT(t)) riferite ad un determinato tempo di ritorno T, i termini della retta (log a, n) possono essere calcolati approssimando la suddetta retta con la retta di interpolazione dei minimi
quadrati:
{\displaystyle n={\frac {N\sum _{m=1}^{N}(logt\cdot logh)-\sum _{m=1}^{N}(logt)\cdot \sum _{m=1}^{N}(logh)}{N\sum _{m=1}^{N}(logt)^{2}-(\sum _{m=1}^{N}logt)^{2}}}}
{\displaystyle loga={\frac {\sum _{m=1}^{N}(logh)\cdot \sum _{m=1}^{N}(logt)^{2}-\sum _{m=1}^{N}(logt)\cdot \sum _{m=1}^{N}(logt)\cdot (logh)}{N\sum _{m=1}^{N}(logt)^{2}-(\sum _{m=1}^{N}logt)^{2}}}}
con N =5.

## Rischio di superamento
Alcune opere idrauliche strettamente connesse agli eventi meteorici, quali fogne pluviali, canali, dighe, sono progettate per ridurre il livello di rischio di superamento dei dati a base del progetto fino ad un valore ritenuto accettabile, al di sotto del quale l'incremento dei costi di costruzione dell'opera superano il beneficio marginale in termini di riduzione del danno causato dal detto superamento.

Il rischio di superamento rappresenta la probabilità che la portata pluviale di progetto sia superata almeno una volta durante la vita tecnica stimata dell'opera.

Il rischio è classificato nel seguente modo in funzione del danno che si può verificare nell'ipotesi di superamento delle ipotesi progettuali:
- R1  - rischio moderato - l'evento naturale può causare danni sociali ed economici ai beni ambientali e culturali marginali;
- R2  - rischio moderato - l'evento naturale può causare danni minori agli edifici, alle infrastrutture e ai beni ambientali e culturali che non pregiudicano l'incolumità delle persone, l'agibilità degli edifici e la funzionalità delle attività socio-economiche;
- R3 - rischio elevato - l'evento naturale può causare problemi per l'incolumità delle persone, danni funzionali agli edifici, con conseguente inagibilità degli stessi, alle infrastrutture e ai beni ambientali e culturali, con l'interruzione delle funzionalità socio-economiche;
- R4 - rischio molto elevato - sono possibili la perdita di vite umane e lesioni gravi alle persone, danni gravi agli edifici, alle infrastrutture e ai beni ambientali e culturali e la distruzione delle funzionalità delle attività socio-economiche.

Il rischio è legato al tempo di ritorno T dalla seguente relazione:
{\displaystyle R=1-(1-{\frac {1}{T}})^{N}}
che in generale rappresenta la probabilità che un evento meteorico (variabile casuale), caratterizzato da un tempo di ritorno T, sia superato almeno una volta in un periodo di N anni.

Quindi nel caso in cui N coincide con la durata prevista dell'opera che si sta progettando il rischio di superamento fornisce la probabilità che tale opera, progettata per un evento critico con tempo di ritorno T, risulti insufficiente almeno una volta nel corso della sua vita.

La scelta del tempo di ritorno più adeguato è funzione del particolare caso in esame ed è legata a considerazioni di tipo tecnico-economico che si effettuano mediante un'opportuna valutazione costi-benefici.

Quindi,  la scelta del tempo di ritorno deve essere strettamente legato all'importanza dell'infrastruttura in studio.

Pertanto per le opere idrauliche per le quali le insufficienze di funzionamento periodiche provocano danni modesti, il rischio di superamento può essere elevato ed il tempo di ritorno può essere inferiore alla vita tecnica dell'opera stessa (es. fognatura pluviale) mentre per quelle opere in cui la fallanza causa danni elevati od inaccettabili (es. diga) il rischio deve essere molto basso e T deve essere molto maggiore (T=500-1000 anni).

Ad esempio nelle fogne pluviali la scelta del tempo di ritorno viene fatta con criteri empirici, basati sulle caratteristiche della zona considerata e sui possibili danni delle esondazioni:
- zone urbanizzate di altissima densità: T = 5-10 anni;
- zone urbanizzate di alta densità. T=2-10 anni;
- centri medi e bassa densità: T=2-5 anni.

Se però le esondazioni della fogna dovessero causare danni ingenti o pericolo per la vita umana allora T >100 anni.

## Distribuzione spaziale delle piogge
Il risultato fin qui ottenuto è relativo ad una sola stazione pluviometrica.

Le curve di probabilità pluviometriche ricavate dalle osservazioni di una sola stazione pluviometrica hanno significato immediato per gli eventi meteorici che interessano una superficie di limitata estensione.

Secondo Marchetti (senza fonte) le curve riferite ad una pioggia puntuale possono essere impiegate finché l'area del bacino non supera i 100 ettari con l'ipotesi che il centro di scroscio cada sul pluviometro.

Gli eventi piovosi relativi ad una zona estesa risultano non uniformemente distribuiti sull'area interessata a causa di molteplici fattori legati all'orografia, alla distribuzione delle masse d'aria umida, alla distanza dal mare, ecc.

Il valore di h su tutta la zona subisce una attenuazione che è tanto più notevole quanto è maggiore l'estensione della zona stessa.

Se per la superficie A è disponibile una sola stazione di misura si deve calcolare il coefficiente di ragguaglio ψ delle piogge dato dal rapporto tra l'altezza media sull'area e l'altezza di pioggia puntuale.

L'altezza di pioggia in questo caso si chiama altezza di pioggia ragguagliata che rappresenta l'altezza media di pioggia sulla generica superficie di estensione A.

La più adottata formula del coefficiente di ragguaglio è quella proposta da Fornari:
{\displaystyle \psi ={\frac {1}{(1+0,0015{\frac {A}{t^{0,2}}})}}}
con:
A in km2;
t in ore.
Puppini invece ha introdotto la seguente variazione all'espressione di Massari per tenere conto dell'estensione dell'area di indagine valida per bacini di area inferiore ai 1300 ettari:
{\displaystyle h=a't^{n'}}
con:
{\displaystyle a'=a\cdot (1-0,084\cdot {\frac {A}{100}}+0,007({\frac {A}{100}})^{2})};
{\displaystyle n'=n+0,014\cdot {\frac {A}{100}}};
essendo A espressa in km2.

Columbo ha proposto invece le seguenti formule di ragguaglio valide per aree comprese tra 100 e 500 ettari e per piogge di durata inferiore alle 10 ore:
{\displaystyle a'=(a-0,06\cdot A^{0,4})};
{\displaystyle n'=(n+0,003\cdot A^{0,6})}.
Per calcolare le c.p.p. della stazione pluviometrica bisogna ridurre i valori di altezza massima registrati negli annali per il coefficiente di ragguaglio, quindi si può procedere alla loro elaborazione nel modo prima descritto fino ad ottenere le famiglie di curve di possibilità climatiche relative alla stazione di misura.
Se nell'area interessata sono disponibili più stazioni pluviometriche l'afflusso meteorico deve essere calcolato utilizzando le informazioni provenienti da tutti gli strumenti presenti utilizzando diversi metodi quali:
- metodo dei topoieti o poligoni di Thiessen. Il metodo consiste nel suddividere un territorio nel quale sono presenti N stazioni pluviometriche assegnando a ciascuna stazione un'area di competenza. Si parte unendo con dei segmenti tutte le stazioni tra loro contigue ottenendo un reticolo di maglie triangolari. In corrispondenza del punto medio di ogni lato (congiungente di 2 stazioni contigue) costituente il reticolo si traccia la perpendicolare. Tali perpendicolari individuano delle porzioni di area Ai ciascuna delle quali contiene una stazione di misura. In questa area si può ritenere sensibilmente costante l'altezza di pioggia osservata nella stazione stessa (topoieto) - se per l'estensione della Ai tale ipotesi non dovesse essere verificata allora si dovrà ricorrere al coefficiente di ragguaglio calcolando le altezze ragguagliate relative al topoieto della stazione di competenza. L'altezza media della precipitazione riferita ad un bacino A vale:
{\displaystyle h_{mA}=\sum (h_{ma_{i}}\cdot A_{i})/A}

con:
{\displaystyle A_{i}} è l'area di influenza della i-esima stazione di misura (topoieto). {\displaystyle A=\sum A_{i}};
{\displaystyle h_{ma_{i}}} è l'altezza di pioggia del topieto {\displaystyle A_{i}}.
- metodo delle isoiete. Il metodo consiste nel tracciare le linee ad uguale altezza di precipitazione (isoiete) mediante interpolazione lineare delle altezze di pioggia registrate in stazioni pluviometriche adiacenti che si riferiscono di solito ad un prefissato intervallo temporale. L'altezza media della precipitazione riferita ad un bacino A vale:
{\displaystyle h_{mA}=\sum (h_{ma_{i}}\cdot A_{i})/A}

con:
{\displaystyle A_{i}} è l'area compresa tra due isoiete. {\displaystyle A=\sum A_{i}};
{\displaystyle h_{ma_{i}}} è l'altezza media di pioggia tra due isoiete.

## Eventi brevi
Il procedimento finora descritto è idoneo per gli eventi lunghi (t>60 min), ma non per gli eventi brevi (t < 60 min), poiché questi eventi seguono dinamiche meteorologiche diverse.

Pertanto le curve di possibilità pluviometrica ottenute elaborando dati di piogge con durata maggiore di un'ora non danno valori affidabili per piogge di durata inferiore ai 60 min.

Si è verificato che i valori ottenuti risultano sovrastimati rispetto a quelli che effettivamente si possono verificare.

Bell ha elaborato una formula valida per piogge di durata inferiore ai 60 min:
{\displaystyle {\frac {h_{t,T}}{h_{60,T}}}=0,54\cdot t^{0,25}-0,50}
questa formula consente di calcolare l'altezza di pioggia di durata inferiore ai 60 min e tempo di ritorno T a partire dal valore h60,T ottenuto dalla curva di possibilità climatica relativa allo stesso tempo di ritorno T.